# 銀山越の戦い
銀山越の戦い（ぎんざんごえ の たたかい）は、戊辰戦争の際、庄内藩を中心とする旧幕府軍が、久保田藩、薩長軍を中心とする新政府軍と交えた激戦である。

## 経過
銀山越は山形県側から秋田県側の院内銀山へ至る五つの峠のうちもっとも西に位置する。すなわち、東から黒森越え（米沢藩・天童藩）、中村越（庄内藩一番大隊本隊）、赤倉越（庄内藩一番大隊一部）、雄勝峠（上山藩・仙台藩・庄内藩二番大砲隊）であり、銀山越を庄内藩二番大隊が奥羽越列藩同盟軍の一軍として進軍した。
慶応4年7月28日午前2時頃、酒井吉之丞が率いる庄内藩の二番大隊が、銀山越に入った。山上近くで、新政府軍の斥候7・8名に遭遇したが、2人を倒し残りは逃走した。
更に銀山の谷間に、新政府軍の強力な防御陣地を発見すると、新政府軍は猛然と銃撃戦を始めた。庄内軍二番大隊は左右の山に登って銃火を防ごうとしたができなかったので、撤退した。
二番大隊の隊長酒井吉之丞は高所に立って、諸隊の引き上げを見届けてから撤退した。新政府軍も疲弊していたので、追撃しないで院内へ引き上げた。